# 關西東安橋
關西東安橋，是位於台灣新竹縣關西鎮的一座古橋，並非舊稱彩鳳橋，目前為新竹縣縣定古蹟。

## 沿革
關西地區因牛欄河流過，聯絡街區與三墩地區（今東安里上三屯）之橋樑，原本靠木造便橋，卻總在山洪爆發時便被沖毀，交通也隨之中斷。地方人士因而倡議建橋，日昭和8年（1933年），由政府、地方仕紳、三墩地區居民共同出資，聘請日本技師設計，採集紋理細緻的本地石塊，交由本地知名的石匠李鎮帶隊砌築，昭和8年（1933年）1月12日興工建築，同年11月底竣工；整體交通體系完成通行則在昭和10年（1935年）8月。
1935年正式通車後，立碑紀念，碑文敘述「架設費計金四千六百六拾九円」，牛欄河東岸居民捐款2千多元，其中周源發250圓，周源寶200圓，三屯居民每戶捐1圓以上的人名都刻在橋東端的石碑上。此橋興建之後，東安與東山地區豐富的農產，大量運出街上販售，算是關西開發史中重要的交通橋樑。
隨著時代繁榮發展，車輛流量倍增，為紓解日益繁忙的交通，1999年新竹縣政府對於牛欄河進行整治後，於東安橋旁增設牛欄河親水公園，並設有水牛像、吊橋、石塊造景等。親水公園也常配合關西鎮的藝術節舉辦市集或是音樂會。2003年，老橋旁邊另築五拱新橋。2010年，東安橋經新竹縣政府文化局公告為縣定古蹟。 
2017年，關西鎮公所曾自費修復橋樑引發文化局關切，2019年，關西鎮公所因考慮混凝土剝落、鋼筋鏽蝕因素，原定將東安古橋護欄拆除重建，後在當地環境守護協會和鄉土文化協會反對，並召開公聽會後則達成拆解共識，以爭取保留最多古橋護欄工法。，並改以原古橋護欄樣式進行護欄重建工程，整體工事則在2022年完成。

### 流行文化
東安橋造型古典優美，親水公園風景秀麗，時常被選為電影的拍攝場景。例如在2008年電影《鬼情書》中，牛欄河親水公園及東安橋皆有入鏡，2015年上映電影《我的少女時代》也在此取景拍攝。

## 設計
東安橋本身為石構造之連拱式結構橋，橋體構造外層為石砌。其格局設有兩座橋台、四座橋墩及五橋孔。橋拱孔徑拱跨約6.7公尺。橋墩寬度則為1.78公尺，整體長度約5.54公尺。

## 圖片

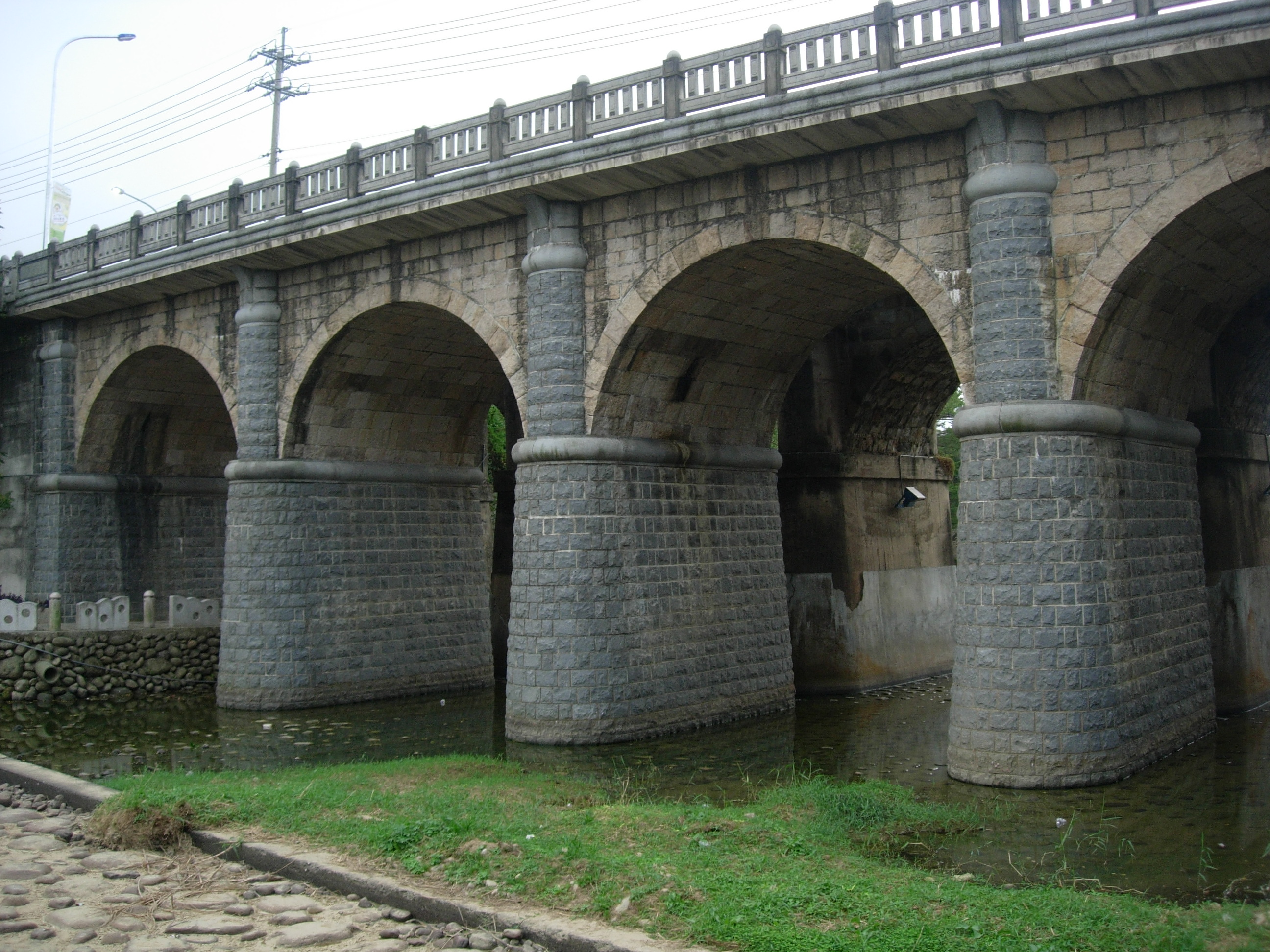
新東安橋
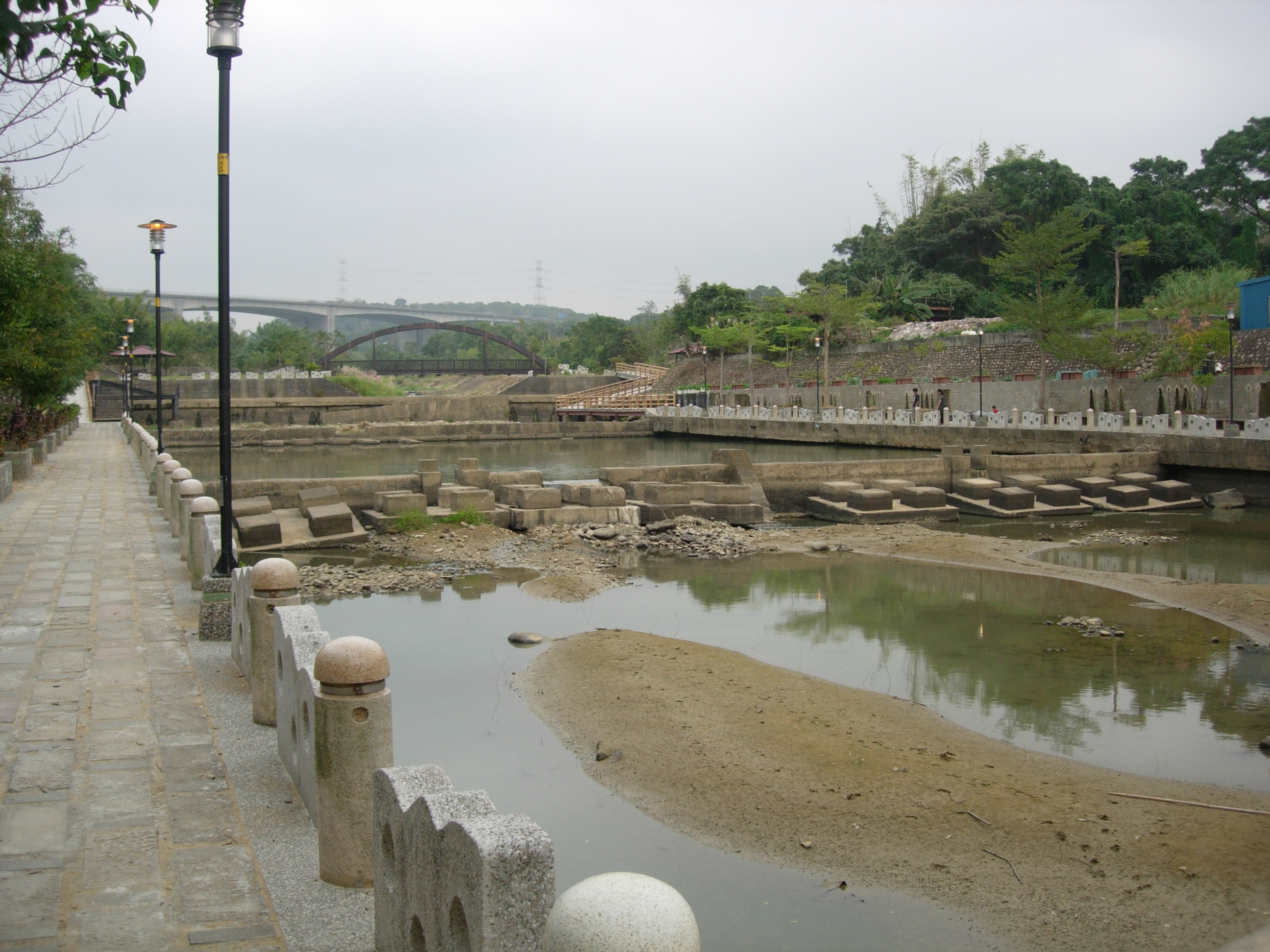
牛欄河親水公園
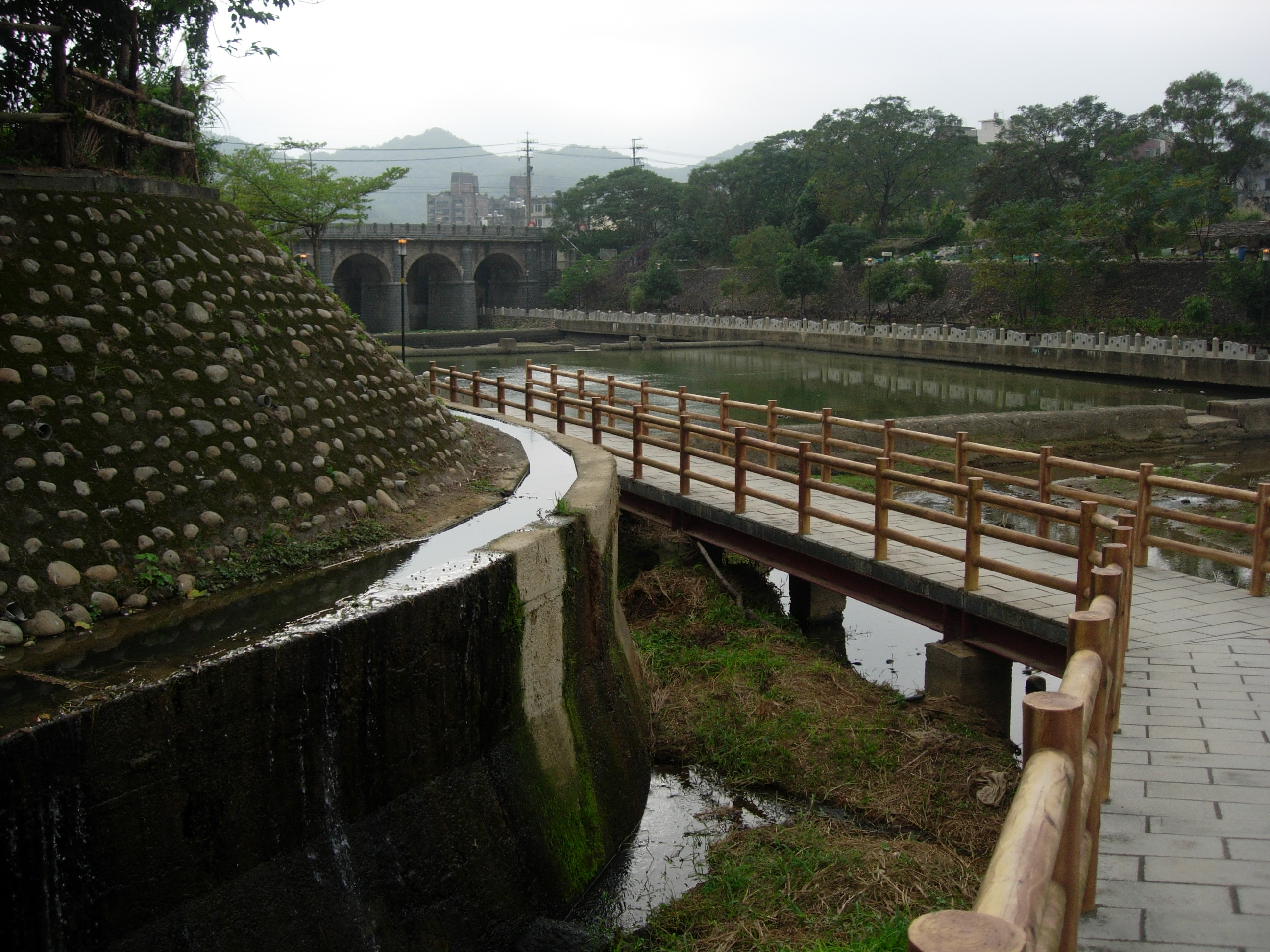
牛欄河親水公園
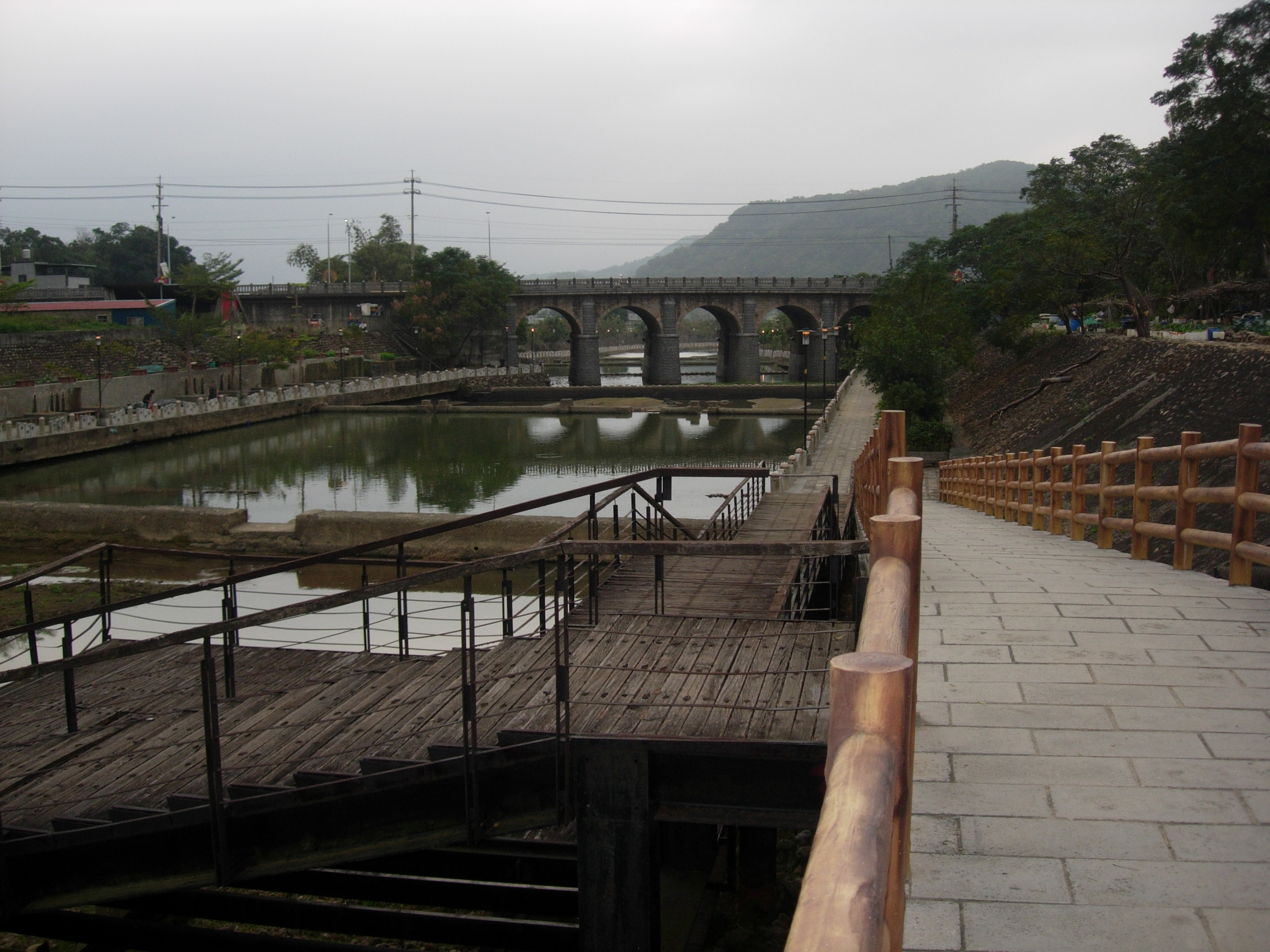
牛欄河親水公園與東安橋